# 奥様はネットワーカ
『奥様はネットワーカ』（おくさまはネットワーカ、Wife at Network）は、森博嗣による日本の推理小説。
『ダ・ヴィンチ』（メディアファクトリー）にて連載されていたものに、最終話を書き下ろして刊行された。
2012年4月17日に『超再現!ミステリー』（日本テレビ）にて映像化された。

## あらすじ
某国立大学工学部で傷害事件が連続発生する。
化学工学科の秘書・内野智佳も、仕事帰りに誰かに後をつけられたり、ラブレターのメールが送られてきたりと、気味の悪い思いをしていた。
智佳の友人・ルナも傷害事件の被害者となり、やがて事件は連続殺人へ発展する。

## 登場人物
スージィ / 内野 智佳
某国立大学工学部化学工学科の秘書（アルバイト）。28歳。スージィはハンドルネーム。
パソコンで日記のようなものを書いており、ハードディスクだけでは不安なため、サーバ上にもコピィしている。
ホリ / 堀江 尚志
同化学工学科の助手。26歳。学科のサーバの管理者。管理者の立場を利用して、智佳がサーバ上に保存している日記やメールを盗み見ては、妄想に耽るようになる。
イエダ / 家田 恒雄
同化学工学科の教授。57歳。単身赴任。
サトル / 遠藤 学
同化学工学科の助教授。38歳。
ルナ / 鈴木 奈留子
同化学工学科の図書室司書。25歳。傷害事件の被害者になる。
サエグサ / 三枝 洋侑
同情報工学科の助教授。34歳。妻の要望で、職場では別姓を名乗っている。